# (9460) McGlynn
(9460) McGlynn est un astéroïde de la ceinture principale.

## Description
(9460) McGlynn est un astéroïde de la ceinture principale. Il fut découvert le 29 avril 1998 à Haleakala par le programme NEAT. Il présente une orbite caractérisée par un demi-grand axe de 2,66 UA, une excentricité de 0,15 et une inclinaison de 13,7° par rapport à l'écliptique.

## Compléments